# آرون‌هد رنچ (آریزونا)
آرون‌هد رنچ (به انگلیسی: Arrowhead Ranch) یک منطقهٔ مسکونی در ایالات متحده آمریکا است که در گلندیل، آریزونا واقع شده‌است. آرون‌هد رنچ ۳۸۷ متر بالاتر از سطح دریا واقع شده‌است.